# Mogrus ignarus
Mogrus ignarus là một loài nhện trong họ Salticidae.
Loài này thuộc chi Mogrus. Mogrus ignarus được Wanda Wesołowska miêu tả năm 2000.